# Danh sách giải thưởng và đề cử của Sơn Tùng M-TP
Ca sĩ kiêm sáng tác nhạc người Việt Nam Sơn Tùng M-TP bắt đầu sự nghiệp của mình với tư cách là một nghệ sĩ trực tuyến độc lập trước khi thành công với "Cơn mưa ngang qua", đĩa đơn đầu tay của anh được phát hành vào năm 2012. Đĩa đơn năm 2013 của Tùng, "Em của ngày hôm qua", đã thành công đưa anh từ underground đến dòng nhạc thị trường. Cả hai bài hát đều mang về cho anh vị trí quán quân tháng trên chương trình truyền hình về bảng xếp hạng âm nhạc Bài hát yêu thích. "Cơn mưa ngang qua" cũng nhận về một giải thưởng Zing Music Awards cho hạng mục Bài hát R&B của năm. Vào năm 2014, anh bị loại khỏi toàn bộ đề cử Bài hát yêu thích và Làn Sóng Xanh vì những cáo buộc đạo nhạc với nhiều bài hát của anh.
Sơn Tùng M-TP bắt đầu sự nghiệp điện ảnh với vai diễn chính trong phim điện ảnh Chàng trai năm ấy (2014), vai diễn này đã mang lại cho anh một giải Cánh diều cho hạng mục Diễn viên trẻ triển vọng. Bài hát nhạc phim "Chắc ai đó sẽ về" và đĩa đơn "Âm thầm bên em" của Tùng lần lượt giành được giải WeChoice cho Bài hát của năm và giải Làn Sóng Xanh cho Đĩa đơn của năm. Tại lễ trao giải Âm nhạc châu Âu của MTV năm 2015, Tùng đã nhận về giải Diễn viên Đông Nam Á xuất sắc nhất và nhận đề cử Diễn viên châu Á xuất sắc nhất. Ba năm tiếp theo, anh giành được một giải Cống hiến cho hạng mục Ca sĩ của năm vào 2016, một giải Mnet cho hạng mục Nghệ sĩ Việt Nam đột phá nhất, một giải Làn Sóng Xanh cho hạng mục Đĩa đơn của năm với bài hát "Lạc trôi" và giải thưởng WeChoice cho hạng mục Nghệ sĩ đột phá nhất năm 2018.
Từ năm 2015, Tùng đã ba lần liên tiếp lọt vào danh sách 5 ca sĩ được yêu thích nhất của giải thưởng Làn Sóng Xanh. Giải thưởng WeChoice đã vinh danh anh là một trong năm Đại sứ truyền cảm hứng vào năm 2015 và một trong 10 người có ảnh hưởng nhất vào các năm 2014 và 2017. Forbes Vietnam cũng đưa Tùng vào danh sách 30 Under 30 được công bố vào năm 2018. Ngoài sự nổi tiếng về âm nhạc và điện ảnh, anh còn được trao giải Việt Nam Elle Style Awards 2017 cho hạng mục Nam ca sĩ phong cách nhất. Một vài giải thưởng quốc tế khác mà anh đã nhận được là Big Apple Music Awards và Giải thưởng WebTVAsia.

## Big Apple Music Awards
Big Apple Music Awards Foundation đã tạo ra giải thưởng Big Apple Music vào năm 2004 nhằm vinh danh các nghệ sĩ đến từ Trung Á, Kavkaz và Trung Đông. Tùng đã nhận về một giải.
| Năm  | Đề cử / Tác phẩm | Giải thưởng                        | Kết quả   |
| ---- | ---------------- | ---------------------------------- | --------- |
| 2016 | Sơn Tùng M-TP    | Nam nghệ sĩ Việt Nam xuất sắc nhất | Đoạt giải |
| 2017 | Sơn Tùng M-TP    | Nghệ sĩ Việt Nam xuất sắc nhất     | Đoạt giải |

## Giải thưởng Âm nhạc Cống hiến
Giải thưởng Âm nhạc Cống hiến là lễ trao giải thường niên giành cho những nghệ sĩ xuất sắc nhất trong nền công nghiệp âm nhạc Việt Nam. Báo Thể thao & Văn hóa đã sáng lập ra giải thưởng vào năm 2004. Giải Cống hiến được báo chí mệnh danh là "Grammy của Việt Nam". Tùng đã giành được một giải thưởng trong số năm đề cử.
| Năm  | Đề cử / Tác phẩm                    | Giải thưởng           | Kết quả   |
| ---- | ----------------------------------- | --------------------- | --------- |
| 2016 | Sơn Tùng M-TP                       | Ca sĩ của năm         | Đoạt giải |
| 2016 | "Âm thầm bên em"                    | Bài hát của năm       | Đề cử     |
| 2016 | M-TP Ambition – Chuyến bay đầu tiên | Chương trình của năm  | Đề cử     |
| 2016 | "Buông đôi tay nhau ra"             | Video âm nhạc của năm | Đề cử     |
| 2018 | "Lạc trôi"                          | Video âm nhạc của năm | Đề cử     |
| 2019 | "Chạy ngay đi"                      | Video âm nhạc của năm | Đề cử     |
| 2020 | "Hãy trao cho anh"                  | Video âm nhạc của năm | Đề cử     |
| 2020 | "Hãy trao cho anh"                  | Bài hát của năm       | Đề cử     |
| 2020 | "Sky Tour"                          | Chương trình của năm  | Đề cử     |
| 2020 | Sơn Tùng M-TP                       | Ca sĩ của năm         | Đề cử     |

## ElleStyle Awards (Việt Nam)
Elle Style Awards là lễ trao giải do tạp chí Elle Vietnam tổ chức hàng năm nhằm tôn vinh những thành tựu đạt được trong các lĩnh vực phong cách, thiết kế và giải trí. Tùng đã nhận về ba giải thưởng từ bốn đề cử.
| Năm  | Đề cử / Tác phẩm | Giải thưởng               | Kết quả   |
| ---- | ---------------- | ------------------------- | --------- |
| 2016 | Sơn Tùng M-TP    | Nam ca sĩ phong cách nhất | Đề cử     |
| 2017 | Sơn Tùng M-TP    | Nam ca sĩ phong cách nhất | Đoạt giải |
| 2018 | Sơn Tùng M-TP    | Nam ca sĩ phong cách nhất | Đoạt giải |
| 2019 | Sơn Tùng M-TP    | Nam ca sĩ phong cách nhất | Đoạt giải |

## Bài hát yêu thích
Bài hát yêu thích là một chương trình bảng xếp hạng âm nhạc được phát sóng trên các kênh thuộc Đài Truyền hình Việt Nam. Tùng đã nhận về hai giải thưởng.
| Năm  | Đề cử / Tác phẩm      | Giải thưởng                  | Kết quả   |
| ---- | --------------------- | ---------------------------- | --------- |
| 2012 | "Cơn mưa ngang qua"   | Bài hát của tháng (tháng 10) | Đoạt giải |
| 2014 | "Em của ngày hôm qua" | Bài hát của tháng (tháng 2)  | Đoạt giải |

## Giải Cánh diều vàng
Cánh Diều Vàng là một giải thưởng công nhận sự xuất sắc trong lĩnh vực điện ảnh và truyền hình. Giải thưởng này được mệnh danh là "Oscar của Việt Nam". Tùng đã nhận về một giải.
| Năm  | Đề cử / Tác phẩm  | Giải thưởng              | Kết quả   |
| ---- | ----------------- | ------------------------ | --------- |
| 2015 | Chàng trai năm ấy | Diễn viên trẻ triển vọng | Đoạt giải |

## Giải Mai Vàng
Giải Mai Vàng là giải thưởng Việt Nam do báo Người Lao Động tổ chức nhằm tôn vinh những thành tựu lớn nhất trong năm về âm nhạc, điện ảnh, truyền hình và sân khấu. Tùng đã nhận về bảy đề cử.
| Năm  | Đề cử / Tác phẩm               | Giải thưởng        | Kết quả |
| ---- | ------------------------------ | ------------------ | ------- |
| 2016 | "Âm thầm bên em"               | Nam ca sĩ nhạc nhẹ | Đề cử   |
| 2017 | "Chúng ta không thuộc về nhau" | Nam ca sĩ nhạc nhẹ | Đề cử   |
| 2018 | "Lạc trôi"                     | Nam ca sĩ nhạc nhẹ | Đề cử   |
| 2018 | "Lạc trôi"                     | Video âm nhạc      | Đề cử   |
| 2019 | "Hãy trao cho anh"             | Nam ca sĩ nhạc nhẹ | Đề cử   |
| 2019 | "Hãy trao cho anh"             | Bài hát            | Đề cử   |
| 2019 | "Hãy trao cho anh"             | Video âm nhạc      | Đề cử   |
| 2021 | "Muộn rồi mà sao còn"          | Ca sĩ nhạc nhẹ     | Đề cử   |
| 2021 | "Muộn rồi mà sao còn"          | Video ca nhạc      | Đề cử   |

## Giải Trái cóc xanh
Trái cóc xanh là một lễ trao giải của báo Tuổi trẻ cười dành cho những cá nhân, tác phẩm không tốt trong năm. Năm 2014, vì phần hòa âm một số ca khúc có ảnh hưởng rất lớn từ nhạc Hàn Quốc từng gây bức xúc trong dư luận nên Sơn Tùng đã nhận về một giải Trái cóc xanh
| Năm  | Đề cử / Tác phẩm | Giải thưởng | Kết quả   |
| ---- | ---------------- | ----------- | --------- |
| 2014 | Sơn Tùng M-TP    |             | Đoạt giải |

## Làn Sóng Xanh
Làn Sóng Xanh là một lễ giao giải âm nhạc tại Việt Nam, được tổ chức thường niên từ năm 1997 bởi đài FM 99.9 MHz của Đài Tiếng nói Nhân dân Thành phố Hồ Chí Minh. Tùng đã giành được bảy giải thưởng trong số chín đề cử.
| Năm  | Đề cử / Tác phẩm      | Giải thưởng                   | Kết quả   |
| ---- | --------------------- | ----------------------------- | --------- |
| 2015 | Sơn Tùng M-TP         | Top 5 ca sĩ – Bảng Top Hit    | Đoạt giải |
| 2015 | Sơn Tùng M-TP         | Top 10 nhạc sĩ                | Đoạt giải |
| 2015 | "Âm thầm bên em"      | Đĩa đơn của năm               | Đoạt giải |
| 2016 | Sơn Tùng M-TP         | Top 5 ca sĩ – Bảng Top Hit    | Đoạt giải |
| 2017 | Sơn Tùng M-TP         | Top 5 ca sĩ – Bảng Top Hit    | Đoạt giải |
| 2017 | "Lạc trôi"            | Top 10 nhạc sĩ                | Đoạt giải |
| 2017 | "Lạc trôi"            | Đĩa đơn của năm               | Đoạt giải |
| 2017 | "Lạc trôi"            | Bài hát hiện tượng            | Đề cử     |
| 2017 | "Lạc trôi"            | Hòa âm phối khí               | Đề cử     |
| 2018 | "Chạy ngay đi"        | Đĩa đơn của năm               | Đoạt giải |
| 2019 | Sơn Tùng M-TP         | Nam ca sĩ của năm             | Đề cử     |
| 2019 | "Hãy trao cho anh"    | Top 10 ca khúc yêu thích      | Đoạt giải |
| 2019 | "Hãy trao cho anh"    | Ca khúc của năm               | Đề cử     |
| 2019 | "Hãy trao cho anh"    | Hòa âm phối khí               | Đề cử     |
| 2019 | "Hãy trao cho anh"    | Video âm nhạc của năm         | Đề cử     |
| 2020 | Sơn Tùng M-TP         | Nam ca sĩ của năm             | Đề cử     |
| 2020 | Sơn Tùng M-TP         | Nam ca sĩ được yêu thích nhất | Đề cử     |
| 2020 | "Có chắc yêu là đây"  | Ca khúc của năm               | Đề cử     |
| 2020 | "Có chắc yêu là đây"  | Video âm nhạc của năm         | Đề cử     |
| 2021 | Sơn Tùng M-TP         | Nam ca sĩ của năm             | Đề cử     |
| 2021 | "Muộn rồi mà sao còn" | Ca khúc của năm               | Đề cử     |
| 2021 | "Muộn rồi mà sao còn" | Video âm nhạc của năm         | Đề cử     |
| 2021 | "Muộn rồi mà sao còn" | Hòa âm phối khí               | Đề cử     |
| 2021 | "Muộn rồi mà sao còn" | Top 10 ca khúc được yêu thích | Đoạt giải |

## I-MagazineFashion Face Awards
I-Magazine Fashion Face Awards do I-Magazine và Behance tổ chức nhằm trao giải cho những gương mặt xuất xắc trong lĩnh vực thời trang. Theo trang web chính thức, giải được kỳ vọng là "một trong những tài liệu tham khảo có ảnh hưởng nhất trong ngành". Tùng đã nhận được một đề cử.
| Năm  | Đề cử / Tác phẩm                  | Giải thưởng | Kết quả       |
| ---- | --------------------------------- | ----------- | ------------- |
| 2016 | Sơn Tùng M-TP (Nguyễn Thanh Tùng) | Nam châu Á  | Vị trí thứ 32 |

## Keeng Young Awards
Được thành lập vào năm 2017 bởi nền tảng phát nhạc trực tuyến Keeng và dịch vụ lưu trữ âm nhạc Imuzik, Keeng Young Awards công nhận các nghệ sĩ âm nhạc dưới 30 tuổi cho những thành tựu của họ trong ngành công nghiệp âm nhạc. Tùng đã hai lần giành chiến thắng.
| Năm  | Đề cử / Tác phẩm                          | Giải thưởng                                | Kết quả   |
| ---- | ----------------------------------------- | ------------------------------------------ | --------- |
| 2017 | Sơn Tùng M-TP                             | Nghệ sĩ xuất sắc nhất                      | Đề cử     |
| 2017 | Sơn Tùng M-TP                             | Nam ca sĩ được yêu thích nhất              | Đoạt giải |
| 2017 | "Lạc trôi"                                | Top 5 bài hát nhạc chờ được yêu thích nhất | Đoạt giải |
| 2017 | "Lạc trôi (Remix)" (hợp tác cùng TripleD) | Bài hát nhạc dance xuất sắc nhất           | Đề cử     |
| 2018 | Sơn Tùng M-TP                             | Ca sĩ của năm                              | Đề cử     |
| 2018 | Sơn Tùng M-TP                             | Nam ca sĩ được yêu thích nhất              | Đề cử     |
| 2018 | "Chạy ngay đi"                            | Bài hát của năm                            | Đề cử     |
| 2018 | "Chạy ngay đi"                            | Video âm nhạc của năm                      | Đề cử     |
| 2018 | "Chạy ngay đi"                            | Ca khúc rap, hip hop, R&B                  | Đề cử     |

## Men of the Year
Giải thưởng Men of the Year hàng năm do tạp chí Thể thao Văn hóa và Đàn ông sáng lập ra vào năm 2005 nhằm tôn vinh những người đàn ông có ảnh hưởng lớn nhất trong nhiều lĩnh vực. Tùng đã giành được một giải thưởng.
| Năm  | Đề cử / Tác phẩm | Giải thưởng        | Kết quả   |
| ---- | ---------------- | ------------------ | --------- |
| 2015 | Sơn Tùng M-TP    | Ê-kíp vàng của năm | Đoạt giải |

## Giải thưởng Âm nhạc châu Á Mnet
Giải thưởng Âm nhạc châu Á Mnet là một trong những lễ trao giải âm nhạc K-pop lớn được CJ E&M tổ chức hàng năm thông qua kênh âm nhạc Mnet. Tùng đã nhận được một giải.
| Năm  | Đề cử / Tác phẩm | Giải thưởng                                 | Kết quả   |
| ---- | ---------------- | ------------------------------------------- | --------- |
| 2017 | Sơn Tùng M-TP    | Nghệ sĩ Việt Nam đột phá nhất cùng Close-Up | Đoạt giải |

## Giải Âm nhạc châu Âu của MTV
Giải Âm nhạc châu Âu của MTV được thành lập vào năm 1994 bởi MTV châu Âu nhằm trao giải cho các video âm nhạc của những nghệ sĩ châu Âu và quốc tế. Tùng đã nhận được một giải thưởng từ hai đề cử.
| Năm  | Đề cử / Tác phẩm | Giải thưởng                      | Kết quả   |
| ---- | ---------------- | -------------------------------- | --------- |
| 2015 | Sơn Tùng M-TP    | Nghệ sĩ Đông Nam Á xuất sắc nhất | Đoạt giải |
| 2015 | Sơn Tùng M-TP    | Nghệ sĩ châu Á xuất sắc nhất     | Đề cử     |

## Ngôi sao của năm
Ngôi sao của năm là giải thưởng được bình chọn bởi độc giả của Ngoisao.net, giải được trao cho các nhân vật nổi tiếng trong nhiều lĩnh vực giải trí khác nhau. Tùng đã thắng một giải.
| Năm  | Đề cử / Tác phẩm | Giải thưởng    | Kết quả   |
| ---- | ---------------- | -------------- | --------- |
| 2014 | Sơn Tùng M-TP    | Mỹ nam của năm | Đoạt giải |

## Nhân vật truyền lửa
Nhân vật truyền lửa là giải thưởng được trao cho những cá nhân có đóng góp quan trọng cho xã hội. Giải được tổ chức đúng một lần nhằm đánh dấu kỷ niệm 10 năm bắt đầu phát sóng kênh truyền hình VTV6. Tùng đã nhận được một giải.
| Năm  | Đề cử / Tác phẩm | Giải thưởng               | Kết quả   |
| ---- | ---------------- | ------------------------- | --------- |
| 2017 | Sơn Tùng M-TP    | Lĩnh vực Văn hóa giải trí | Đoạt giải |

## SBS PopAsiaAwards
SBS PopAsia Awards do chương trình âm nhạc của Úc SBS PopAsia trao tặng hàng năm nhằm tôn vinh ngành công nghiệp âm nhạc châu Á. Tùng đã nhận được một đề cử.
| Năm  | Đề cử / Tác phẩm | Giải thưởng                    | Kết quả |
| ---- | ---------------- | ------------------------------ | ------- |
| 2017 | Sơn Tùng M-TP    | Ngôi sao hát đơn xuất sắc nhất | Đề cử   |

## The Magic Box
The Magic Box là một giải thưởng được trao tặng bởi trang web tin tức cũ Thebox.vn. Tùng đã thắng giải một lần.
| Năm  | Đề cử / Tác phẩm | Giải thưởng             | Kết quả   |
| ---- | ---------------- | ----------------------- | --------- |
| 2015 | Sơn Tùng M-TP    | Nam ca sĩ xuất sắc nhất | Đoạt giải |

## Giải thưởng V Live
Giải thưởng V Live được trao tặng hàng năm bởi ứng dụng phát trực tiếp V Live, dành tặng cho những người dùng Việt Nam đáng chú ý. Tùng đã nhận được một giải thưởng.
| Năm  | Đề cử / Tác phẩm | Giải thưởng | Kết quả   |
| ---- | ---------------- | ----------- | --------- |
| 2018 | Sơn Tùng M-TP    | Best V Star | Đoạt giải |

## Ấn tượng VTV
Ấn tượng VTV được tổ chức bởi Đài Truyền hình Việt Nam bắt đầu từ năm 2014 nhằm trao giải cho các cá nhân và chương trình đóng góp cho nền tảng truyền hình này. Tùng đã nhận được ba đề cử.
| Năm  | Đề cử / Tác phẩm | Giải thưởng    | Kết quả |
| ---- | ---------------- | -------------- | ------- |
| 2016 | Sơn Tùng M-TP    | Ca sĩ ấn tượng | Đề cử   |
| 2017 | Sơn Tùng M-TP    | Ca sĩ ấn tượng | Đề cử   |
| 2019 | Sơn Tùng M-TP    | Ca sĩ ấn tượng | Đề cử   |

## Giải thưởng WebTVAsia
Giải thưởng WebTVAsia tôn vinh những thành tựu xuất sắc trong lĩnh vực nội dung sáng tạo kỹ thuật số châu Á. Tùng đã nhận được một giải thưởng.
| Năm  | Đề cử / Tác phẩm               | Giải thưởng                   | Kết quả   |
| ---- | ------------------------------ | ----------------------------- | --------- |
| 2016 | "Chúng ta không thuộc về nhau" | Most Popular Video in Vietnam | Đoạt giải |

## WeChoice Awards
WeChoice Awards (tiền thân là We Choice Awards) do VCCorp bắt đầu tổ chức vào năm 2015 nhằm tôn vinh những sự kiện, cá nhân và sản phẩm đáng chú ý trong năm. Tùng đã giành được 11 giải thưởng trong số 16 đề cử.
| Năm  | Đề cử / Tác phẩm               | Giải thưởng                        | Kết quả   |
| ---- | ------------------------------ | ---------------------------------- | --------- |
| 2014 | Sơn Tùng M-TP                  | 5 nghệ sĩ có hoạt động đột phá     | Đoạt giải |
| 2014 | Sơn Tùng M-TP                  | Top 10 nhân vật truyền cảm hứng    | Đoạt giải |
| 2014 | Sơn Tùng M-TP                  | Nam ca sĩ trẻ của năm              | Đề cử     |
| 2014 | Sơn Tùng M-TP và SlimV         | Sự kết hợp của năm                 | Đoạt giải |
| 2014 | "Chắc ai đó sẽ về"             | Bài hát của năm                    | Đoạt giải |
| 2015 | Sơn Tùng M-TP                  | 5 nghệ sĩ có hoạt động đột phá     | Đoạt giải |
| 2015 | "Âm thầm bên em"               | Playlist truyền cảm hứng           | Đoạt giải |
| 2015 | "Không phải dạng vừa đâu"      | Playlist truyền cảm hứng           | Đoạt giải |
| 2015 | "Thái Bình mồ hôi rơi"         | Playlist truyền cảm hứng           | Đề cử     |
| 2015 | "Chắc ai đó sẽ về"             | Playlist truyền cảm hứng           | Đề cử     |
| 2016 | Sơn Tùng M-TP                  | Nhân vật truyền cảm hứng           | Đề cử     |
| 2016 | "Mình thích thì mình làm thôi" | Cụm từ – câu nói viral của năm     | Đoạt giải |
| 2016 | "Tha thu"                      | Cụm từ – câu nói viral của năm     | Đề cử     |
| 2017 | Sơn Tùng M-TP                  | Top 10 nhân vật truyền cảm hứng    | Đoạt giải |
| 2017 | Sơn Tùng M-TP                  | Ca sĩ có hoạt động đột phá         | Đoạt giải |
| 2017 | "Lạc trôi"                     | Video âm nhạc được yêu thích nhất  | Đoạt giải |
| 2017 | m-tp M-TP                      | Album được yêu thích nhất          | Đề cử     |
| 2018 | "Chạy ngay đi"                 | Video âm nhạc của năm              | Đoạt giải |
| 2020 | Sơn Tùng M-TP                  | Nhân vật truyền cảm hứng           | Đề cử     |
| 2020 | Sơn Tùng M-TP                  | Ca sĩ có hoạt động đột phá         | Đề cử     |
| 2020 | "Chúng ta của hiện tại"        | Video âm nhạc của năm              | Đoạt giải |
| 2024 | Sơn Tùng M-TP                  | Nhân vật truyền cảm hứng           |           |
| 2024 | Sơn Tùng M-TP                  | Ca sĩ/ rapper có hoạt động đột phá |           |
| 2024 | "Đừng làm trái tim anh đau'"   | MV của năm                         |           |
| 2024 | "Sky"                          | Best Fandom Forever                |           |

## Zing Music Awards
Zing Music Awards là giải thưởng âm nhạc thường niên do nền tảng phát nhạc trực tuyến Zing MP3 sáng lập và tổ chức. Tùng đã được đề cử 13 lần và đã giành được ba giải thưởng.
| Năm  | Đề cử / Tác phẩm               | Giải thưởng                                       | Kết quả   |
| ---- | ------------------------------ | ------------------------------------------------- | --------- |
| 2013 | "Cơn mưa ngang qua"            | Bài hát R&B của năm                               | Đoạt giải |
| 2014 | "Nắng ấm xa dần"               | Bài hát soul/R&B được yêu thích nhất              | Đề cử     |
| 2015 | Sơn Tùng M-TP                  | Nghệ sĩ mới của năm                               | Đề cử     |
| 2015 | Sơn Tùng M-TP                  | Nam nghệ sĩ được yêu thích nhất                   | Đề cử     |
| 2016 | Sơn Tùng M-TP                  | Nghệ sĩ của năm                                   | Đề cử     |
| 2016 | Sơn Tùng M-TP                  | Nam nghệ sĩ được yêu thích nhất                   | Đoạt giải |
| 2018 | Sơn Tùng M-TP                  | Nghệ sĩ của năm                                   | Đề cử     |
| 2018 | Sơn Tùng M-TP                  | Nam nghệ sĩ được yêu thích nhất                   | Đoạt giải |
| 2018 | "Lạc trôi"                     | Bài hát của năm                                   | Đề cử     |
| 2018 | "Lạc trôi"                     | Video âm nhạc của năm                             | Đề cử     |
| 2018 | "Lạc trôi"                     | Bài hát nhạc dance/electronic được yêu thích nhất | Đề cử     |
| 2018 | "Nơi này có anh"               | Bài hát nhạc pop/ballad được yêu thích nhất       | Đề cử     |
| 2018 | "Remember Me (SlimV 2017 Mix)" | Bài hát nhạc rap/hip-hop được yêu thích nhất      | Đề cử     |
| 2019 | "Chạy Ngay Đi"                 | Music video của năm                               | Đoạt giải |
| 2019 | "Chạy Ngay Đi"                 | Ca khúc Dance/ Electronic được yêu thích nhất     | Đoạt giải |
| 2019 | "Chạy Ngay Đi"                 | Nam ca sĩ được yêu thích nhất                     | Đoạt giải |

## Vinh danh
- Nhận giải MV Ca múa nhạc nổi bật của năm với ca khúc Đừng làm trái tim anh đau tại chương trình Giới thiệu các gương mặt nghệ sĩ tiêu biểu và một số cuốn sách nổi bật trong lĩnh vực nghệ thuật biểu diễn, văn học năm 2024 do Bộ Văn hóa, Thể thao và Du lịch tổ chức.[63]

## Chú giải
1. ↑  Awards in certain categories do not have prior nominations and only winners are announced by the jury. For simplification and to avoid errors, each award in this list has been presumed to have had a prior nomination.
2. ↑  The years in the table indicate the year in which the awards show took place. If the 2012 edition of an awards show takes place in 2013, the table will indicate the latter year.
3. 1 2 3  Lễ trao giải Làn Sóng Xanh lần thứ 18 được tổ chức vào ngày 18 tháng 12 năm 2015, nhưng lễ trao giải lần thứ 19 diễn ra vào ngày 3 tháng 1 năm 2017.[13][14]
4. ↑  Đồng hạng với Nguyễn Bình An cho Lạc giới và Ngọc Thanh Tâm cho Hiệp sĩ mù.[4]
5. 1 2 3 4 5 6 7 8 9 10 11  Giải thường này được trao cho Sơn Tùng M-TP vì là một trong những người được xếp hạng cao nhất của hạng mục, thứ hạng cụ thể không được đề cập.
6. ↑  Cùng với Triple D.[35]
7. ↑  Cùng với Quang Huy, Hứa Vĩ Văn, Phạm Quỳnh Anh, Ngô Kiến Huy and Hari Won.[42]
8. ↑  Hạng mục này trước đó đã được xướng tên là Top 5 nghệ sĩ đột phá của năm 2015 trong quá trình bình chọn.[60]